# Pedro Abramovay
Pedro Vieira Abramovay é um advogado brasileiro, formado em Direito pela Faculdade de Direito da Universidade de São Paulo, com mestrado em Direito Constitucional pela Universidade de Brasília e doutorado em ciência política pelo IESP-UERJ. Foi Secretário de Assuntos Legislativos do Ministério da Justiça e ocupou a Secretaria Nacional de Justiça do Governo Federal. Foi diretor de campanhas do site de petições Avaaz entre Março de 2012 e Julho de 2013, além de professor de Direito da Fundação Getúlio Vargas (FGV) entre Fevereiro de 2011 e Agosto de 2014.

## Histórico
Abramovay foi presidente do Centro Acadêmico XI de Agosto, assessor da ex-prefeita de São Paulo Marta Suplicy, e assessor jurídico da liderança do governo no Senado Federal.
Foi assessor especial do então Ministro da Justiça Márcio Thomaz Bastos. Como assessor especial, Pedro Abramovay foi um dos coordenadores da Campanha do Desarmamento e trabalhou na implementação e regulamentação do Sistema Penitenciário Federal.
Em 2007 foi nomeado Secretário de Assuntos Legislativos, cargo em que permaneceu até maio de 2010, quando assumiu a Secretaria Nacional de Justiça no lugar de Romeu Tuma Júnior.
Em 2011, enquanto Secretário Nacional de Justiça, Pedro Abramovay recebeu o Troféu Triângulo Rosa por afirmar que a classificação indicativa feita pelo Ministério da Justiça não faz diferenciação entre um beijo gay e um beijo heterossexual em obras de dramaturgia na televisão, permitindo sua exibição em qualquer horário.
Atualmente é diretor para a América Latina da Open Society Foundations, ONG fundada e gerida por George Soros.

## Vida Política
Por conta de sua atuação durante o governo Lula, Abramovay apareceu constantemente na imprensa falando em nome do Ministério da Justiça. Durante seu período na pasta, Abramovay contribuiu para a criação de importantes leis brasileiras como a Lei Seca, o Estatuto do Desarmamento, a lei que pune empresas por corrupção e as reformas do Código de Processo Penal.
Aos 28 anos assumiu interinamente o Ministério da Justiça, se tornando o mais jovem ministro da Justiça da história do Brasil. Ele também deu início ao primeiro processo de consulta pública colaborativa pela Internet do governo, voltada para o Marco Civil da Internet – um marco para regular o uso da internet no Brasil e garantir os direitos dos usuários da rede. Abramovay também foi o criador do projeto Pensando o Direito, uma série de 20 publicações e pesquisas coletivas na área do Direito no Brasil.
Em 2011, logo após a saída do Ministério da Justiça, Abramovay foi convidado a lecionar a disciplina Violência e Crimes Urbanos, referente à parte especial do Código Penal, no quarto período da graduação da Escola de Direito do Rio de Janeiro da Fundação Getúlio Vargas.
Ele também é conhecido por posturas progressistas em relação a política de drogas no Brasil e defende essa posição em uma série de artigos e palestras. Segundo a revista ISTOÉ, Abramovay é um dos principais nomes da sociedade civil na defesa da descriminalização do uso de drogas.

## Polêmicas
No caso do terrorista Cesare Battisti, Abramovay foi responsável por redigir, junto ao então ministro Tarso Genro, a decisão de conceder o refúgio no ano de 2009. Em 2019 o terrorista foi finalmente extraditado para a Itália e assumiu os atos de terrorismo e assassinatos a ele imputados.
Em 2010, matéria na Folha de S.Paulo acusou Abramovay de nepotismo após sua mulher ter sido nomeada para um cargo de confiança na Casa Civil. A acusação foi desmentida pelo secretário-executivo da Controladoria-Geral da União, Luiz Navarro, que em resposta à Folha disse ser juridicamente equivocada a acusação de nepotismo, visto que não havia indícios de influência na nomeação questionada e pontuando a adequada qualificação da servidora para o exercício do cargo que ocupa, bem como o método de seleção utilizado em sua contratação.[carece de fontes?]
Durante as eleições de 2010, uma matéria da Revista Veja afirmou ter gravações em que Abramovay teria dito “não aguentar mais” receber pedidos do governo federal (mais especificamente, de Dilma Rousseff e de Gilberto Carvalho) para fazer dossiês. A afirmação foi negada por Abramovay e as supostas gravações jamais foram apresentadas pela revista conforme afirmou o jornalista Luis Nassif em seu site.
Após sua atuação na Secretaria Nacional de Justiça, ele foi indicado para a Secretaria Nacional Antidrogas logo no início do Governo Dilma Rousseff, onde defendeu a ideia apoiada pelo Supremo Tribunal Federal de penas alternativas para pequenos traficantes. Tal pensamento causou divergência de ideias com a Presidente Dilma Roussef, que pediu a sua saída. Em 21 de janeiro de 2011, portanto após apenas 21 dias de governo, Pedro Abramovay anunciou sua saída da secretaria.
Abramovay foi acusado de usar o site de campanhas Avaaz para favorecer o Partido dos Trabalhadores (PT). Hoje, no entanto, ele não faz mais parte do quadro de colaboradores do site e atua como diretor da Open Society Foundations.